# Paleauletobius silenus
Paleauletobius silenus is een keversoort uit de familie Rhynchitidae. De wetenschappelijke naam van de soort is voor het eerst geldig gepubliceerd in 1847 door Heer.